# سفارت امارات متحده عربی در لندن

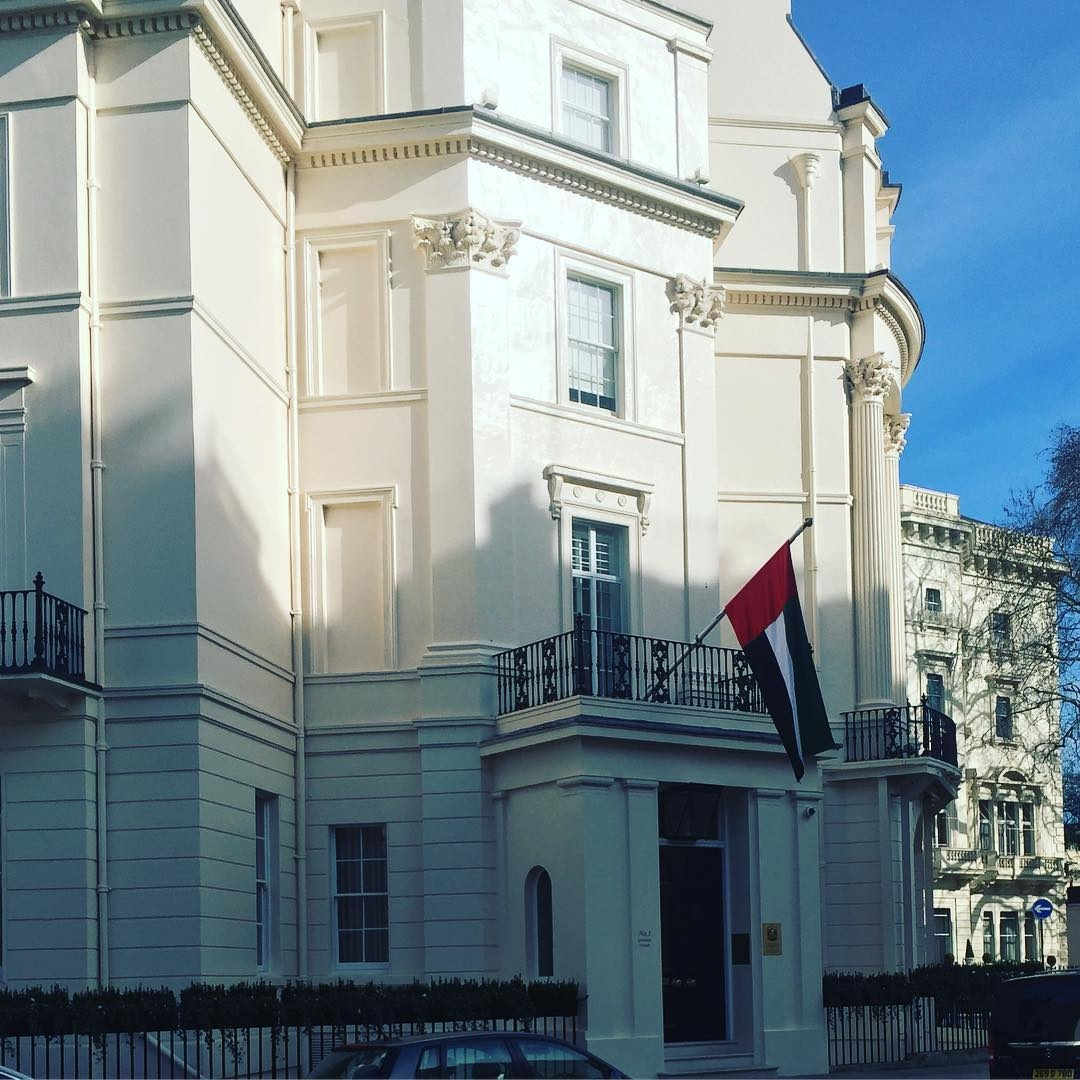
ساختمان سفارت امارات متحده عربی در لندن

سفارت امارات متحده عربی در لندن (به انگلیسی: Embassy of the United Arab Emirates) یک منطقهٔ مسکونی و نمایندگی سیاسی این کشور در بریتانیا است که در لندن واقع شده‌است.